# 華能国際電力
華能国際電力 (フアネン・パワー、ホアネン・パワー、ホアノン～、华能国际电力控股有限公司 SEHK: 902, SSE: 600011, NYSE: HNP) は中国の五大電力会社のうちの1つ。1994年に設立され、中華人民共和国国務院によって管理、運営されている。発電施設の開発、運営、建設を行なっている。
株式の51%を親会社である中国華能グループ（チャイナ・ホアノン）が所有している。1998年にはシンガポールの国営企業であったトゥアスパワーをテマセクホールディングス（シンガポール政府所有）から30億USドルで取得した。